# Clotilde Kleeberg

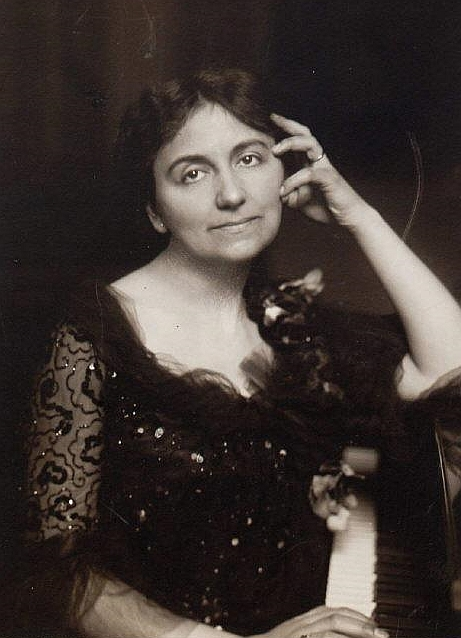
Clotilde Kleeberg

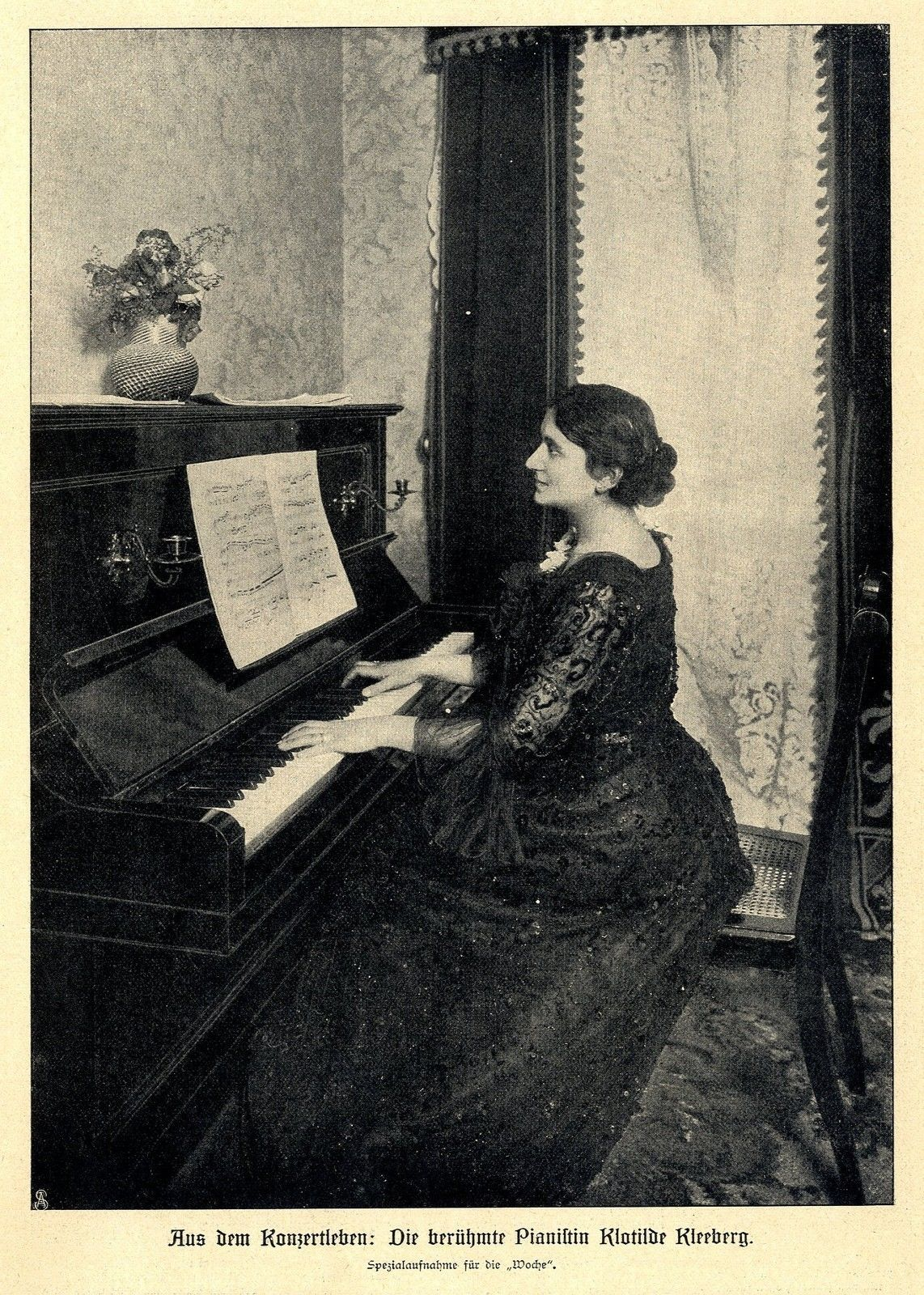
Clotilde Kleeberg, Zeitungsausschnitt aus dem Jahr 1902

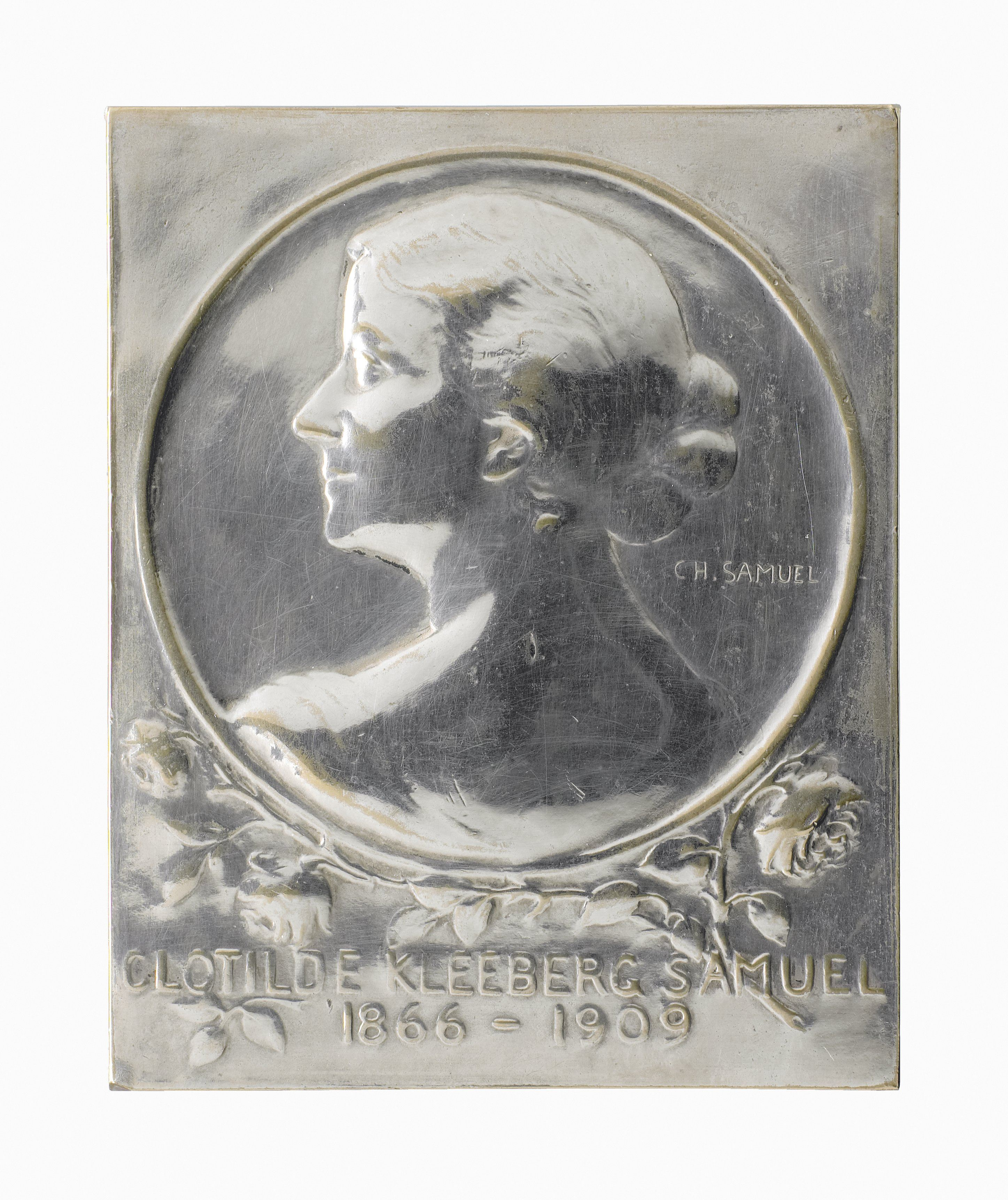
Von ihrem Ehemann entworfene Gedenkplakette (1909)

Clotilde Kleeberg, auch bekannt als Clotilde Kleeberg-Samuel (* 27. Juni 1866 in Paris; 7. Februar 1909 in Brüssel), war eine französische Pianistin deutsch-jüdischer Abstammung.

## Leben
Die Tochter des jüdischen Ehepaares Martin Kleeberg (1838–1913) und seiner Ehefrau Henriette, geb. Cahn (1839–1909), die aus Mainz nach Frankreich emigriert waren, wurde im Juni 1866 in Paris geboren. Ihr Vater war dort als Börsenmakler tätig. Mit fünf Jahren erhielt sie ersten privaten Klavierunterricht bei Emilie-Charlotte Réty und studierte später bei Louise Massart am Conservatoire de Paris, wo sie in den Jahren 1877 und 1878 Erste Preise gewann. Sie vervollständigte ihre Ausbildung im Fach Musiktheorie bei Théodore Dubois, der ihr später sein Werk Six Poèmes Sylvestres widmete.
Ihr erstes öffentliches Konzert gab Kleeberg im Dezember 1878 in Paris vor einem Publikum von 4000 Zuhörern. Danach trat sie zwischen 1881 und 1909 in ganz Europa auf. Besonders populär war sie in England, wo sie zahlreiche Konzerte in London gab.
Zu ihrem Repertoire gehörten nicht nur Werke von Beethoven, Mendelssohn, Schumann und Chopin, sondern sie spielte auch Werke von Cécile Chaminade, Camille Saint-Saëns, Friedrich Gernsheim, Max d’Ollone und Eduard Schütt.
Im Jahr 1894 wurde sie zum Officier d’Académie und im Jahr 1900 zum Officier de l’Instruction Publique ernannt. Der französische Komponist Camille Saint-Saëns hielt sie für eine brillante Pianistin, und auch Clara Schumann äußerte sich positiv über ihr Spiel.
Im Jahr 1900 heiratete die Pianistin den belgischen Bildhauer Charles Samuel und ließ sich mit ihm in Brüssel nieder.
Clotilde Kleeberg zog sich im Jahr 1906 vom Bühnenleben zurück. Sie starb am 7. Februar 1909 im Alter von 42 Jahren in Brüssel, vermutlich an einer Lungenentzündung. Ihr Ehemann entwarf im selben Jahr eine kleinformatige Gedenkplakette mit ihrem Porträt, die in versilberter Bronze ausgeführt wurde.

## Auszeichnungen und Ehrungen
Eine Büste von Kleeberg befindet sich in der Salle Lorraine des exklusiven Clubs Cercle Royal Gaulois Artistique et Littéraire in Brüssel.